# Heiliggeistkirche (Flüh)
Die Heiliggeistkirche in Flüh ist die erste ökumenische Kirche der Schweiz. Sie wurde während der Jahre 1972 und 1973 erbaut und am 20. Januar 1974 durch den Abt Mauritius Fürst vom Benediktinerkloster Mariastein eingeweiht.

## Geschichte
Eine eigene Kapelle oder Kirche in Flüh war schon über hundert Jahre ein Bedürfnis der Gläubigen. Ab 1954 konnten sowohl die Katholiken von Flüh als auch die Protestanten des solothurnischen Leimentals rund 20 Jahre lang ihre Gottesdienste in der neugebauten Turnhalle feiern. Um mehr religiöse Gemeinschaft zu bilden, wurde der Wunsch nach einer eigenen Kirche immer stärker. Auftrieb erhielt dieser Gedanke wieder durch die Güterumlegungen am Steinrain und Buttihügel in Wohnparzellen. Private und Gemeinde unterstützten die Kirchgemeinden dabei, in Flüh einen Bauplatz realisieren zu können. Flüh als zentraler Punkt des Leimentales wäre geeignet gewesen für zwei Kirchenbauten. In der nachkonziliaren Zeit war auf der einen Seite ein besseres Zusammengehen der Konfessionen wünschenswert, auf der anderen Seite waren auch die Baukosten mitbestimmend. So wurde der Gedanke einer gemeinsamen ökumenischen Kirche immer vertrauter.
Im Jahre 1966 wurden in beiden Konfessionen die ersten Kommissionen gegründet. Am 16. März 1968 zeigten beide ihre Bereitschaft zum gemeinsamen Planen und Bauen. Am 17. Mai 1971 wurden die Baupläne des Architektenteams Bühler/Müller von Therwil/Binningen genehmigt. Der Grundstein wurde am 5. November 1972 gelegt. Am 1. Dezember 1973 erfolgte die Übergabe durch den Architekten an die Vertreter der beiden Kirchgemeinden.
Der erste ökumenische Gottesdienst wurde am 8. Dezember gefeiert und am 20. Januar 1974 weihte Abt Mauritius Fürst das Gotteshaus zusammen mit den ev.-ref. und röm.-kath. Pfarrherren ein.
Anlässlich der Einweihung formulierten die beteiligten Kirchen die heute gültige gemeinsame Grundhaltung: Der ökumenische Kirchenbau soll den Mitgliedern der beiden Kirchgemeinden zur Feier der Gottesdienste, ihrer übrigen kirchlichen Anlässe sowie als Versammlungsort ihrer Gruppierungen und Vereine dienen. Er soll insbesondere auch ein Ort freundschaftlicher Begegnung der beiden Konfessionen sein.
Am Sonntag, 18. Januar 2015 wurde eine ökumenische Stempelstelle am Jakobsweg eingeweiht.

## Bauwerk

### Kirchenraum
Kirchenraum, Kirchgemeinderaum, Sakristei, Teeküche, innere und äussere Vorhalle bilden ein Ganzes, das mit konzentrisch geneigten Pultdächern den Kirchplatz zweiseitig umschliesst. Die Anlage ist gegen die Aussenwelt weitgehend „geschlossen“ konzipiert, dadurch entsteht eine Abwehrstellung gegenüber der Streuüberbauung. Der introvertierte, gegen den Kirchplatz sich in die Enge konzentrierende Kirchenraum, ist in seiner freien Grundform durch die kirchlichen Bedürfnisse geprägt. Er soll sowohl für die reformierte als auch für die katholische Kirchgemeinde Ort für glaubenseigene Sammlung sein.

### Kirchturm
Der aus drei unterschiedlich hohen Betonscheiben bestehende, niedrige Glockenträger sollen als Wegweiser zum Haupteingang der Kirche hin dienen. Die Glocke trägt die Inschrift: Errichtet zur Zeit der irischen Wirren als Rufer zum Frieden. Der blutige Bruderkrieg in Nordirland befand sich 1974 auf dem Höhepunkt der religiös-politischen Auseinandersetzung. So soll die Glocke ein Mahnmal zum religiösen Frieden zwischen den christlichen Konfessionen darstellen.

### Kunstfenster
Ein Schmuckstück der ökumenischen Heiliggeistkirche in Flüh ist das Kunstfenster von Samuel Buri. Die Kunstkommission beauftragte diesen über die Region hinaus anerkannten Glaskünstler mit der Gestaltung eines Kunstfensters. Dies wurde notwendig als Ersatz für den bei Restaurierungsarbeiten in Mitleidenschaft gezogenen ursprünglichen Wandbehang der Textilkünstlerin Elsi Giaque. Buri erachtete diese sehr hohen und schmalen Fenster als für ein abstraktes Motiv mit einer Bewegung von oben nach unten geeignet. Geleitet haben ihn die folgenden Verse aus dem Exodus 16, 1-4.13.31.35:

„Die ganze Gemeinde der Israeliten brach von Elim auf und kam in die Wüste (…). Die Gemeinde murrte in der Wüste gegen Mose und Aaron. Die Israeliten sagten zu ihnen: (…) Ihr habt uns nur deshalb in diese Wüste geführt, um alle, die hier versammelt sind, an Hunger sterben zu lassen. Da sprach der Herr zu Mose: Ich will euch Brot vom Himmel regnen lassen. (…). Am Morgen lag eine Schicht von Tau rings um das Lager. Als sich die Tauschicht gehoben hatte, lag auf dem Wüstenboden etwas Feines, Knuspriges, fein wie Reif, auf der Erde. Da sagte Mose zu ihnen: Das ist das Brot, das der Herr euch zu essen gibt. (…) Das Haus Israel nannte das Brot Manna.“

Das Fenster besteht zur Hauptsache aus blauem Überfangglas. Die hellen Stellen wurden im Säurebad herausgeätzt, später gesilbert und eingebrannt. Diese Technik erlaubt es, ohne Bleiruten zu schaffen. Der erzielte Effekt wirkt umso immaterieller, gar zauberhaft und übernatürlich, was der Darstellung eines Wunders zugutekommt.

### Dach
Zum 40-jährigen Jubiläum wurde bei der Energiesanierung eine Photovoltaikanlage ins Kirchendach integriert und am 8. Dezember 2013 offiziell in Betrieb genommen.

## Trägerschaft
Die Heiliggeistkirche Flüh wurde von den beiden Kirchgemeinden Römisch Katholische Kirchgemeinde Hofstetten-Flüh und Evangelisch Reformierte Kirchgemeinde Solothurnisches Leimental gebaut und wird von diesen beiden Trägergemeinden betrieben. Eine ökumenische Betriebskommission regelt den betrieblichen Alltag, kirchliche Arbeitsgruppen arbeiten ökumenisch zusammen wie z. B. die ökumenische Begegnungswandergruppe, die Gruppe, die Taizé-Feiern organisiert oder die ökumenische Arbeitsgruppe, die sämtliche ökumenischen Aktivitäten koordiniert.

## Ökumenische Gipfeltreffen
Seit dem Jubiläum 40 Jahre erste ökumenische Kirche der Schweiz findet jährlich ein ökumenisches Gipfeltreffen statt, zu welchem Persönlichkeiten des kirchlichen und öffentlichen Lebens eingeladen werden. Es waren dies:
- 2015: Hat die Schweiz noch einen Wert? mit Annemarie Pieper (Philosophin) und Samuel Schmid (Altbundesrat)
- 2016: Ist Papst Franziskus der neue Reformator? mit Annette Schavan (Botschafterin Deutschlands beim Heiligen Stuhl) und Michael Bangert (Pfarrer der Christkatholischen Kirche Basel)
- 2017: Die Communauté von Taizé zu Gast in Flüh, mit Frère Alois (Prior der ökumenischen Bruderschaft von Taizé)

## Präsidenten
evangelisch-reformiert
- Helmut Zimmerli-Menzi, seit 2011
- Hanne Sieber, 2005–2011
- Walter Bammerlin, 1999–2005
- Hans-Jürgen Donat, 1997–1999
- Hansruedi Schmid †, 1985–1997
- Hans Flückiger †, 1977–1985
- Peter Zwahlen †, 1973–1977
- Alfred Schneiter, 1957–1972

römisch-katholisch
- Linus Grossheutschi, seit 2005
- Barbara Polek, 2001–2005
- Linus Grossheutschi, 1973–2001
- Fridolin Grossheutschi, 1957–1973

## Pfarrer
evangelisch-reformiert
- Michael Brunner, seit 2005
- Stefan Berg, seit 2019
- Armin Mettler, 2007 – 2018
- Thomas Maurer, 1994–2004
- Ruth Geiser, 1980–1994
- Edeltraud Leidig, 1976–1980
- Max P. Randegger, 1971–1975
- Eduard Buess, 1957–1971

römisch-katholisch
- Günter Hulin, seit 2012
- Josef Lussmann, 2001–2009
- P. Peter von Sury, 1988–2000
- Markus Bär, 1982–1988
- Benedikt Bisig †, 1950–1982

Koordinaten: 47° 29′ 5″ N, 7° 29′ 50,1″ O; CH1903: 604419 / 259330